# Aparell de punt de fusió

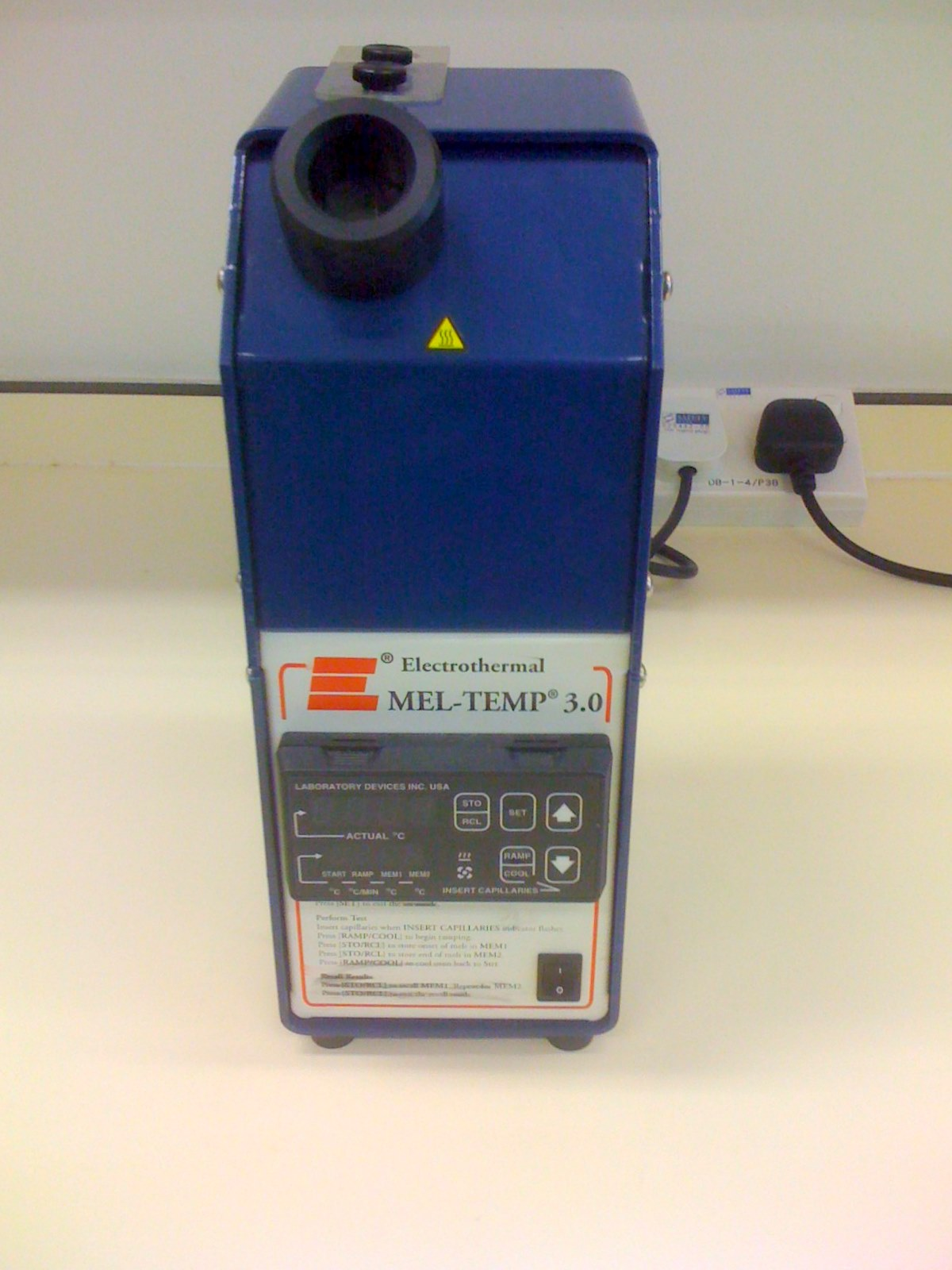
Aparell de punt de fusió. El tub capil·lar s'introdueix per la part superior i el canvi de fase s'observa a través d'una lupa

Un aparell de punt de fusió és un instrument científic utilitzat per determinar el punt de fusió d'una substància.
Tot i que els dissenys exteriors d'aquests instruments poden variar molt el mètode emprat és el mateix. Una mostra es diposita dins d'un tub capil·lar tancat que es col·loca a l'aparell. La mostra s'escalfa, ja sigui per un escalfador o un bany d'oli, i quan la temperatura augmenta s'observa el canvi de fase de sòlid a líquid que es produeix. S'ha d'enregistrar la temperatura de canvi de fase inicial i final, el qual s'empra per fer una mitjana i obtenir el punt de fusió de la mostra examinada. L'interval de temperatures de fusió permet determinar la puresa de la substància, a menors intervals major puresa.